# Jamel Debbouze
Jamel Debbouze (in arabo جمال دبوز‎?; Parigi, 18 giugno 1975) è un attore, comico e produttore cinematografico francese di origine marocchina.

## Biografia
Figlio di immigrati marocchini originari di Taza, Jamel ha perso l'uso del braccio destro da ragazzo, mentre attraversava una linea ferroviaria. Debbouze ha recitato in numerosi film francesi, di successo anche all'estero: Il favoloso mondo di Amélie, Pollo alle prugne, Una mamma per due papà, Angel-A, Asterix & Obelix - Missione Cleopatra, Asterix alle olimpiadi, In fuga col cretino. Ha lavorato anche negli Stati Uniti, con Spike Lee in Lei mi odia.
Nel 2006 ha vinto, insieme con Samy Naceri, Sami Bouajila, Roschdy Zem e Bernard Blancan, il Prix d'interprétation masculine al Festival di Cannes 2006 per Days of Glory (Indigènes). Vanta anche due nomination al Premio César, entrambe come miglior attore non protagonista: nel 2002 per Il favoloso mondo di Amélie, e nel 2003 per Asterix e Obelix - Missione Cleopatra.

## Vita privata
Dal 2004 al 2006, Jamel Debbouze è stato il compagno della scrittrice Saphia Azzeddine.
Nel gennaio 2007 incontra la giornalista Mélissa Theuriau, che sposa il 7 maggio 2008 presso l'abbazia di Vaux de Cernay a Cernay-la-Ville (Yvelines). Hanno un figlio, Léon Ali Debbouze, nato il 3 dicembre 2008, e una figlia, Lila Fatima Brigitte Debbouze, nata il 28 settembre 2011.

## Filmografia
- Les Pierres bleues du désert, regia di Nabil Ayouch (1992) - cortometraggio
- Les Deux Papas et la maman, regia di Jean-Marc Longval e Smaïn (1996)
- Y'a du foutage dans l'air, regia di Djamel Bensalah (1996) - cortometraggio
- Un pavé dans la mire, regia di Bruno Piney (1998) - cortometraggio
- Zonzon, regia di Laurent Bouhnik (1998)
- Il dottor Dolittle (Dr. Dolittle), regia di Betty Thomas (1998) - voce
- H, regia di Abd-el-Kader Aoun (1998-2002) - serie TV
- Rêve de cauchemar, regia di Cyril Sebas (1999) - cortometraggio
- Le Ciel, les oiseaux et... ta mère !, regia di Djamel Bensalah (1999)
- Les Petits Souliers, regia di Olivier Nakache (1999) - cortometraggio
- Granturismo, regia di Denis Thybaud (2000) - cortometraggio
- Dinosauri, regia di studios Disney (2000) - voce
- Il favoloso mondo di Amélie (Le Fabuleux Destin d'Amélie Poulain), regia di Jean-Pierre Jeunet (2001)
- Asterix & Obelix - Missione Cleopatra (Astérix & Obélix: Mission Cléopâtre), regia di Alain Chabat (2002)
- Le Boulet, regia di Alain Berbérian e Frédéric Forestier (2002)
- Les Clefs de bagnole, regia di Laurent Baffie (2003)
- Lei mi odia (She Hate Me), regia di Spike Lee (2004)
- Angel-A, regia di Luc Besson (2005)
- Days of Glory (Indigènes), regia di Rachid Bouchareb (2006)
- Asterix alle Olimpiadi (Astérix aux Jeux olympiques), regia di Frédéric Forestier e Thomas Langmann (2008)
- Parlez-moi de la pluie, regia di Agnès Jaoui (2008)
- Uomini senza legge (Hors-la-loi), regia di Rachid Bouchareb (2010)
- Pollo alle prugne (Poulet aux prunes), regia di Marjane Satrapi (2011)
- Passioni e desideri (360), regia di Fernando Meirelles (2011)
- Hollywoo, regia di Frédéric Berthe (2011)
- Marsupilami (Sur la piste du Marsupilami), regia di Alain Chabat (2012)
- Homeland (Né quelque part), regia di Mohamed Hamidi (2013)
- La Marche, regia di Nabil Ben Yadir (2013)
- Il più grande uomo scimmia del Pleistocene (Pourquoi j'ai pas mangé mon père), regia di Jamel Debbouze (2015)
- In viaggio con Jacqueline (La vache), regia di Mohamed Hamidi (2016)
- Le nouveau jouet, regia di James Huth (2022)
- Mercato, regia di Tristan Séguéla (2025)

## Doppiatori italiani
- Fabrizio Vidale in Il favoloso mondo di Amélie, Asterix & Obelix - Missione Cleopatra, Uomini senza legge
- Raphael Blasselle in Lei mi odia
- Nanni Baldini in Angel-A
- Alessandro Messina in Indigènes
- Davide Lepore in Asterix alle Olimpiadi
- Luca Bottale in Pollo alle prugne
- Luigi Ferraro in Passioni e desideri, The New Toy
- Antonio Giuliani in Marsupilami
- Francesco Mandelli in Il più grande uomo scimmia del Pleistocene